# Johann-Erasmus von Malsen-Ponickau
Johann-Erasmus Georg Adalbert Freiherr von Malsen-Ponickau (* 5. Juni 1895 in München; † 12. Juni 1956 ebenda) war ein deutscher SS-Brigadeführer, Kriegsverbrecher und Polizeibeamter zur Zeit des Nationalsozialismus.

## Leben
Malsen-Ponickau war der Sohn von Theobald Freiherr von Malsen-Ponickau (* 26. Juni 1867 in Bayreuth; † 20. Oktober 1930 in Osterberg bei Kellmünz) und dessen Ehefrau Johanna-Olga, geborene Freiin von Ponickau (* 9. Juni 1873 in Dillingen; † 14. August 1940 in Bad Tölz). Sein Vater war später bayerischer Kämmerer und Oberst. Er hatte noch drei Geschwister. Seit 1913 führte ihr Familienzweig in Namens- und Wappenfusion den Nachnamen von Malsen-Ponickau.
Er wechselte vom Gymnasium 1909 zur preußischen Kadettenanstalt Karlsruhe und von dort zur Hauptkadettenanstalt Groß-Lichterfelde bei Berlin. Er nahm ab September 1914 am Ersten Weltkrieg teil, war zuletzt Rittmeister und wurde mit beiden Klassen des Eisernen Kreuzes ausgezeichnet.
Nach Kriegsende schloss er sich von April bis Juni 1919 dem Freikorps Epp an. Anschließend absolvierte er ein Studium der Landwirtschaft. Malsen-Ponickau leitete ab 1922 das Familiengut Schloss Osterberg in vormaliger Form eines Familienfideikommiss in Osterberg in Schwaben, das er 1922 von seiner Mutter geerbt hatte. Er war Mitglied des Corps Rheno-Palatia München.
Malsen-Ponickau trat zum 1. März 1930 in die NSDAP ein (Mitgliedsnummer 213.542) und betätigte sich als Ortsgruppenführer in Niederraunau. Der SS trat er im November 1930 bei (SS-Nummer 3.914). Er war mit der Verwaltung und bald darauf mit der Führung der 29. SS-Standarte (Schwaben) befasst. Ab Sommer 1932 führte Malsen-Ponickau in München den SS-Abschnitt I. Sein jüngerer Bruder Lambert war ebenfalls SS-Führer und von Beruf Architekt.

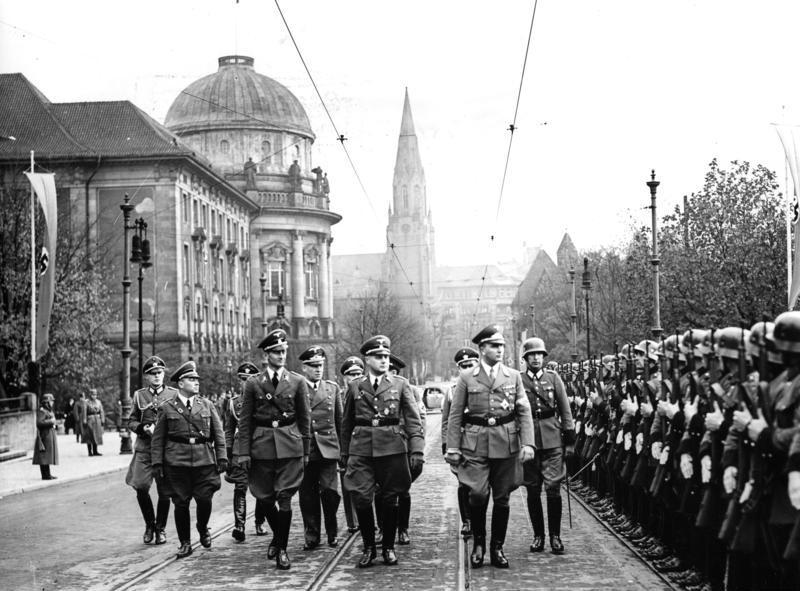
Inspektion einer Ehrenkompanie der Wehrmacht in Posen im November 1939. In der ersten Reihe von links nach rechts: Johann-Erasmus von Malsen-Ponickau, Wilhelm Koppe und Arthur Greiser.

Nach der Machtergreifung der Nationalsozialisten leitete er ab dem 20. März 1933 die gesamte Münchner Hilfspolizei. Malsen-Ponickau hielt im KZ Dachau am 10. April 1933 eine Rede vor SS-Hilfspolizisten, in der er unter anderem anmerkte: „Wenn einer unter euch ist, der glaubt, es sind Menschen wie ihr, soll er sofort nach links raustreten.“ Vom 20. April bis 15. August 1933 führte er den SS-Abschnitt IX (Nürnberg) und wurde kommissarischer Polizeipräsident in Nürnberg-Fürth. Nach einem Konflikt mit Gauleiter Julius Streicher, welcher Malsen-Ponickau vorwarf, der „Bewegung“ zwar formal, aber nicht „mit dem Herzen“ anzugehören, wurde er von diesen Posten abberufen, aber durch Heinrich Himmler zum SS-Brigadeführer befördert. Danach wurde er in den Stab des Reichsführers SS Heinrich Himmler versetzt. Ab Mitte Januar 1934 führte er den SS-Abschnitt IX (Stuttgart). Als einer der wenigen alten höheren SS-Führer, wie Walter Graeschke, Kurt Wege und indirekt auch für Fritz Schlegel zutreffend, wurde er nachfolgend nicht mehr befördert. Für den Deutschen Reichstag kandidierte er am 29. März 1936 erfolglos. Damals lebte er in Stuttgart, Eduard-Pfeiffer-Straße 65.
Am 20. September 1936 wurde er Polizeidirektor in Zwickau (Ernennung jedoch rückgängig gemacht). Im April 1938 wurde er zunächst kommissarischer Polizeidirektor in Frankfurt (Oder) und bekleidete diesen Posten ab März 1939 offiziell. Später war er Polizeidirektor in Posen und wurde dort im Juni 1940 zum Polizeipräsidenten ernannt. Im September 1943 wurde er als Polizeipräsident nach Halle (Saale) versetzt.
Ab Anfang 1944 war Malsen-Ponickau Sonderbeauftragter Himmlers beim Höheren SS- und Polizeiführer der Operationszone Adriatisches Küstenland Odilo Globocnik. Dort war er unter anderem SS- und Polizeikommandeur in Triest bis Herbst 1944 und ab Anfang 1945 in Pola.
Nach Kriegsende wurde er in Polen am 28. Mai 1946 wegen seiner Tätigkeit als Polizeipräsident von Posen freigesprochen, jedoch für seine Mitgliedschaft in der SS als einer verbrecherischen Organisation zu sieben Jahren Haft verurteilt. Nach der Haftentlassung kehrte Malsen-Ponickau nach München zurück, wo er verstarb.

## Familie
Malsen-Ponickau war zweimal verheiratet, August 1925 auf Schloss Caputh zuerst mit Tochter einer briefadeligen Gutsbesitzerfamilie Ehrengard von Willich-Caputh, geschieden 1941. Aus dieser Beziehung waren drei Söhne. Die zweite Ehe schloss er Dezember 1941 mit der Offizierstochter Sidonie, geschiedene von Willich-Gorzyn, vormalige Engelbrecht, geborene von Knoblauch. Wegen seiner Mitgliedschaft zur NSDAP (Unvereinbarkeitserlass 78/38 des Stellvertreters des Führers Rudolf Heß vom 2. Juli 1938) oder spätestens mit seiner Scheidung musste Johann-Erasmus von Malsen-Ponickau aus dem Johanniterorden austreten, dem er seit 1925 angehörte, bei der Bayerischen Genossenschaft der Kongregation. Die Angaben im Gotha 1942 und ff. im GHdA zu seiner weiteren vermeintlichen Mitgliedschaft nach 1945 sind nicht korrekt.
Sein jüngster Bruder Lambert von Malsen-Ponickau (1904–1981) war ebenfalls SS-Führer und nach dem Krieg Architekt.

### Genealogie
- Gothaischen Genealogischen Taschenbuch der Freiherrlichen Häuser. Teil A (Uradel). 1942. Jg. 92, Justus Perthes, Gotha 1941, S. 291 ff. Zugleich Adelsmatrikel der Deutschen Adelsgenossenschaft.
- Hans Friedrich von Ehrenkrook, Friedrich Wilhelm Euler: Genealogisches Handbuch der Freiherrlichen Häuser. A (Uradel) 1963, Band V, Band 30 der Gesamtreihe GHdA, C. A. Starke Verlag, Limburg an der Lahn 1963, ISSN 0435-2408, S. 215 ff.